# NGC 7488
NGC 7488 (другие обозначения — PGC 70539, MCG 0-59-1, ZWG 380.1, ARAK 576, NPM1G +00.0623) — галактика в созвездии Рыбы.
Этот объект входит в число перечисленных в оригинальной редакции «Нового общего каталога».